# 威廉王子湾

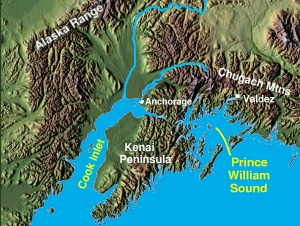
威廉王子湾位于阿拉斯加南部

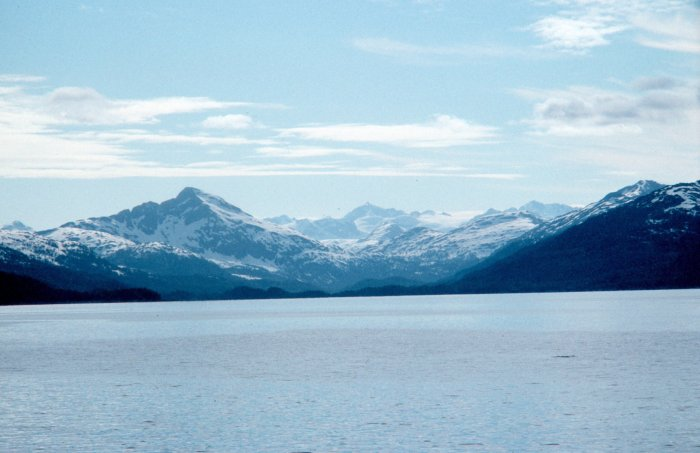
威廉王子灣

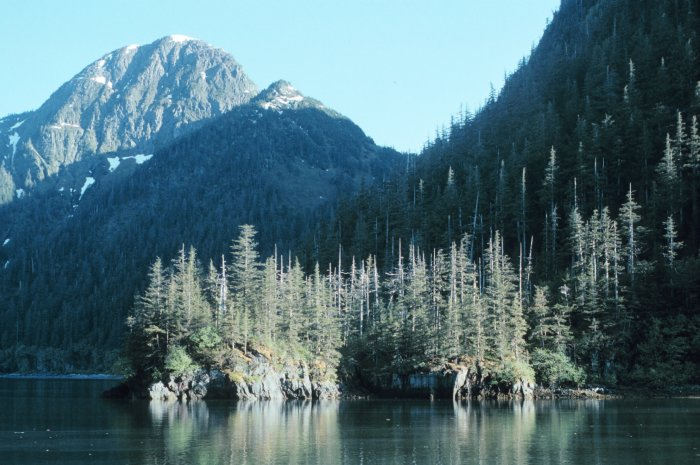
威廉王子灣

威廉王子湾（Prince William Sound）是阿拉斯加湾内的一个海湾，其海岸线约长5000千米，位于基奈半岛以东。楚加奇山脈从东、北和西三面围绕威廉王子湾。约80千米长的蒙塔古島将威廉王子湾与海域隔开。海湾裡最大的港口是位于纵贯阿拉斯加管道南端的瓦代兹。高达80米的哥伦比亚冰川的端部于威廉王子湾的北部注入大海，其宽度达10千米。
1778年乔治·温哥华以当时的威廉王子，后来的英国国王威廉四世命名此海湾。

## 灾害
1964年3月27日耶穌受難日地震导致131人丧生，地震破坏达五亿美元。该地震震强达9.2级，持续了四分钟，是美国至今为止纪录到的最强的地震。瓦代兹和其它沿海地区以及其港口被地震和此后发生的海啸几乎完全摧毁。
1989年3月24日油轮埃克森瓦代兹号在驶出瓦代兹港口后搁浅，四万吨原油流入海湾，污染了两千千米长的海岸，导致上百万鱼、海鸟和其它动物的死亡。今天该灾难的遗迹表面上虽然看不出来了，但当地的动植物依然未能完全恢复。